# Дом артистов (Новосибирск)
Дом артистов (Улица Романова, 35) — жилой многоквартирный дом, расположенный в Центральном районе Новосибирска. Построен в 1930-х годах. Архитектурный стиль здания представляет собой промежуточную стадию между конструктивизмом 1920-х годов и неоклассицизмом 1940—1950. Архитекторы — Б. А. Гордеев, С. П. Тургенев. Памятник архитектуры регионального значения.

## История
Дом был построен в 1930-е годах и первое время предназначался преимущественно для театральных деятелей.

## Описание
Дом не связан в архитектурном плане с рядом расположенными зданиями и не является элементом какого-либо комплекса. Он занимает обособленное положение внутри квартала, образованного улицами Романова, Фрунзе, Мичурина и Красным проспектом.
Форма плана пятисекционного здания близка к Г-образной. Южный фасад обращён к улице Романова, восточный — к 16-этажному зданию (ул. Романова, 39), западный фасад расположен напротив здания по улице Романова, 33 и Дома быта (Красный проспект, 50), северная торцевая часть смотрит на здание Управления Сибирского Округа Войск Национальной Гвардии (ул. Фрунзе, 10).
Кессонирование фасадов — главная архитектурная особенность здания. На стенах расположены углубляющиеся в стену и последовательно уменьшающиеся прямоугольные ниши, они обрамляют окна и образовывают широкие горизонтальные пояса, которые контрастируют с вертикальными лентами окон-витражей лестничных клеток, выступающих в виде эркеров из плоскости стен и придающих фасадам пластическую выразительность и насыщенность, что особенно заметно в солнечную погоду, когда на поверхности стен появляются глубокие тени.
Первый этаж из-за рустовки и цвета контрастирует с другими этажами, кроме того, он отделён от остальных этажей поясом-карнизом.
Имеющий большой вынос карниз кровли поддерживают сдвоенные кронштейны.
Длина здания — 56 м, ширина — 11 м.

## Галерея

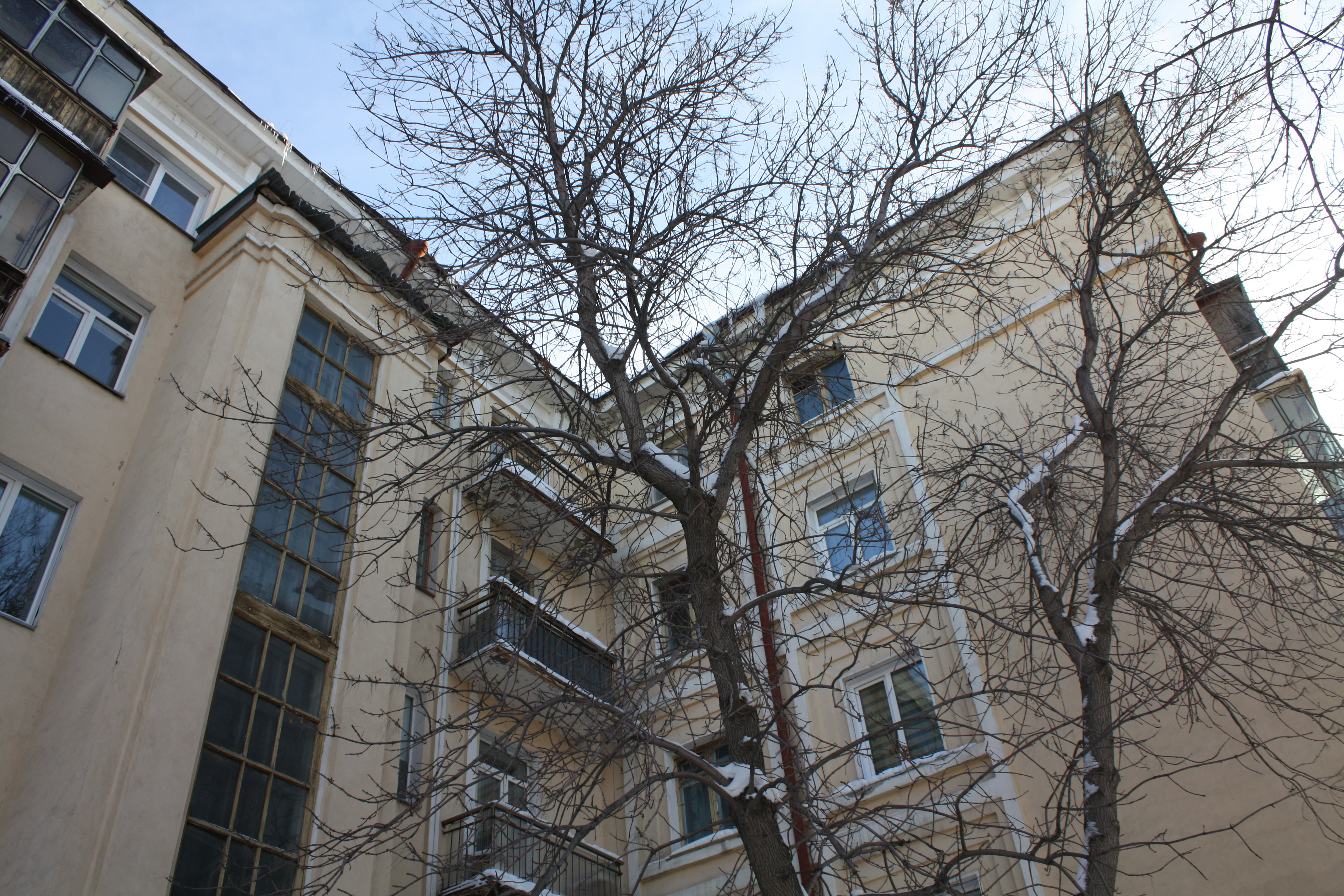
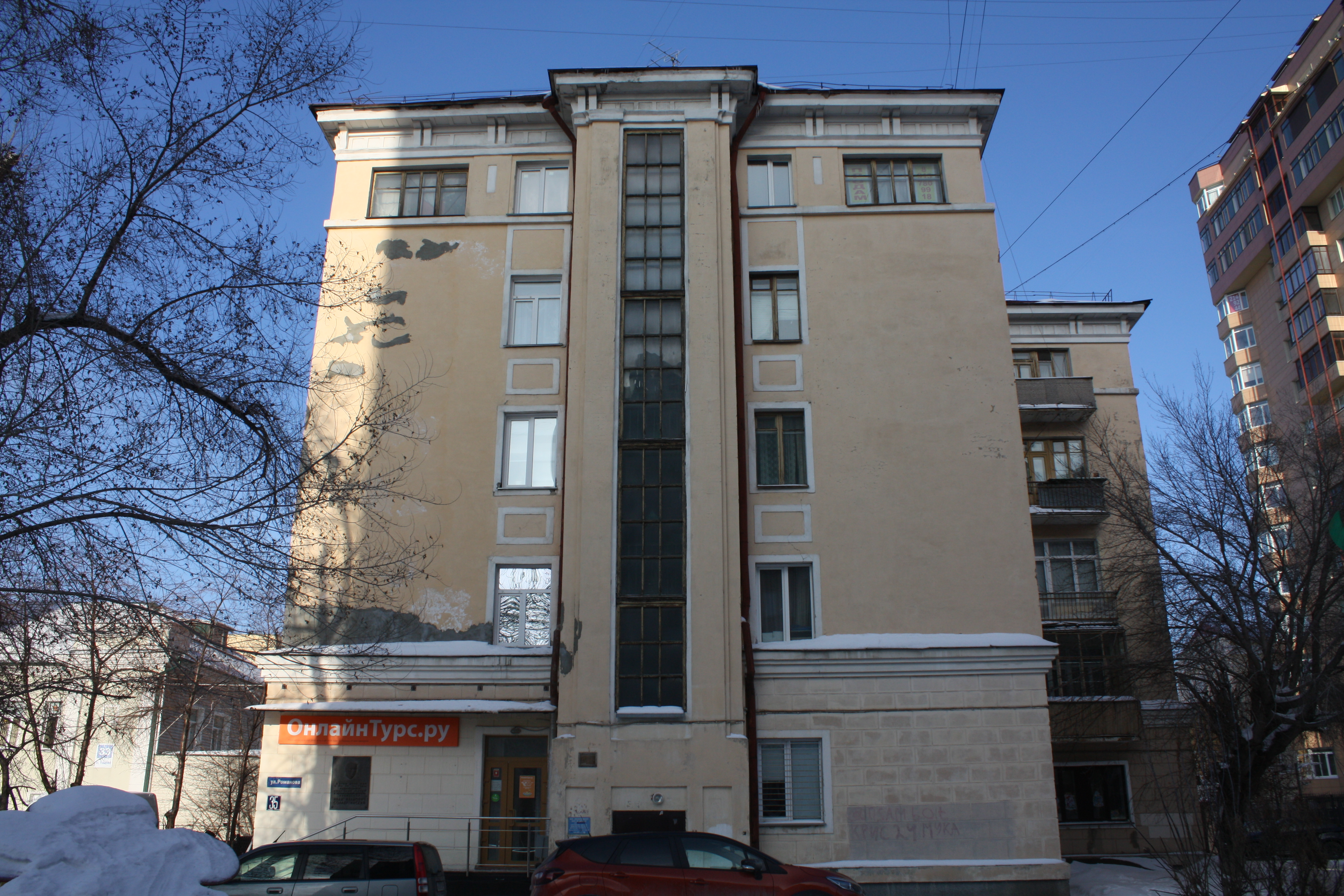
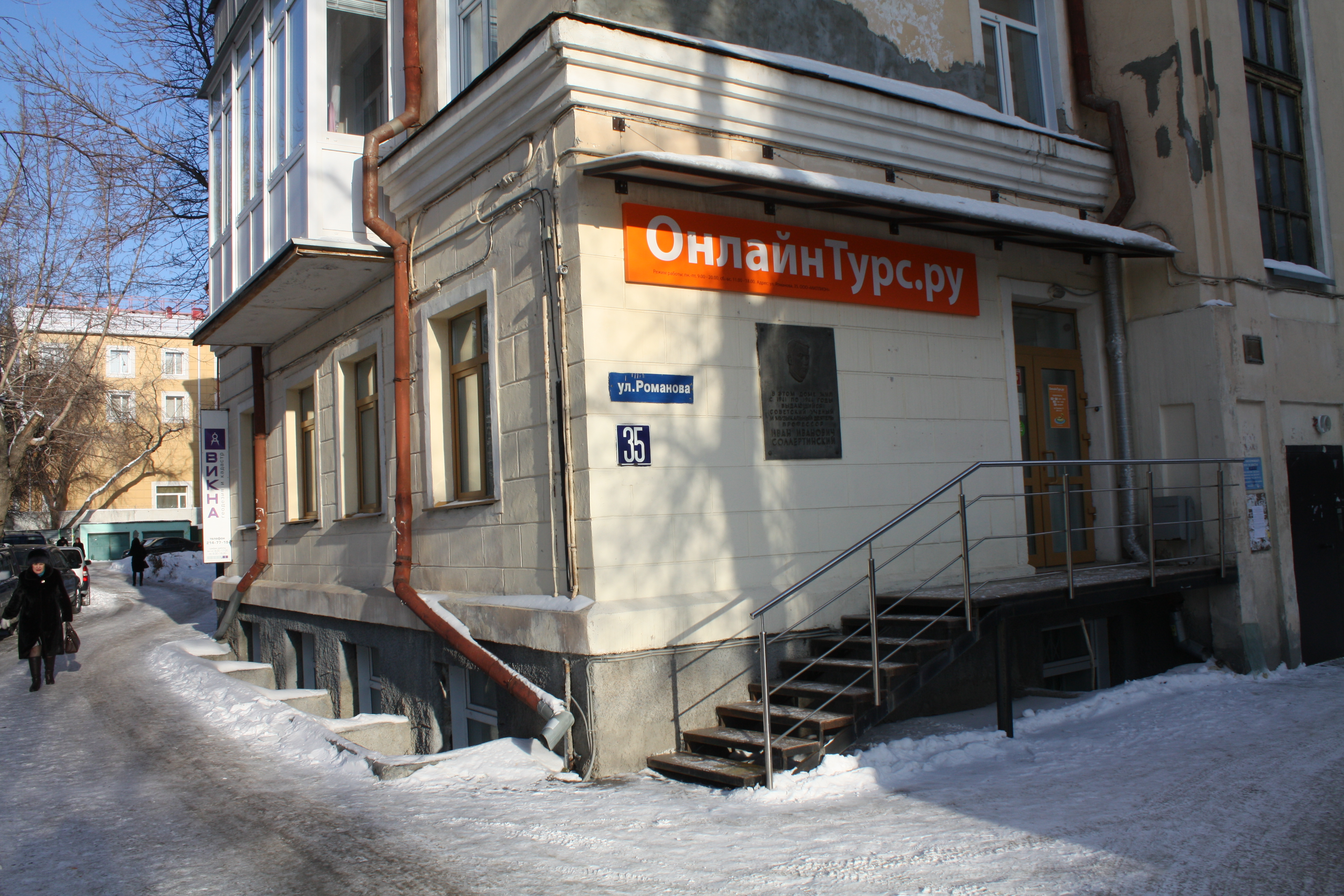
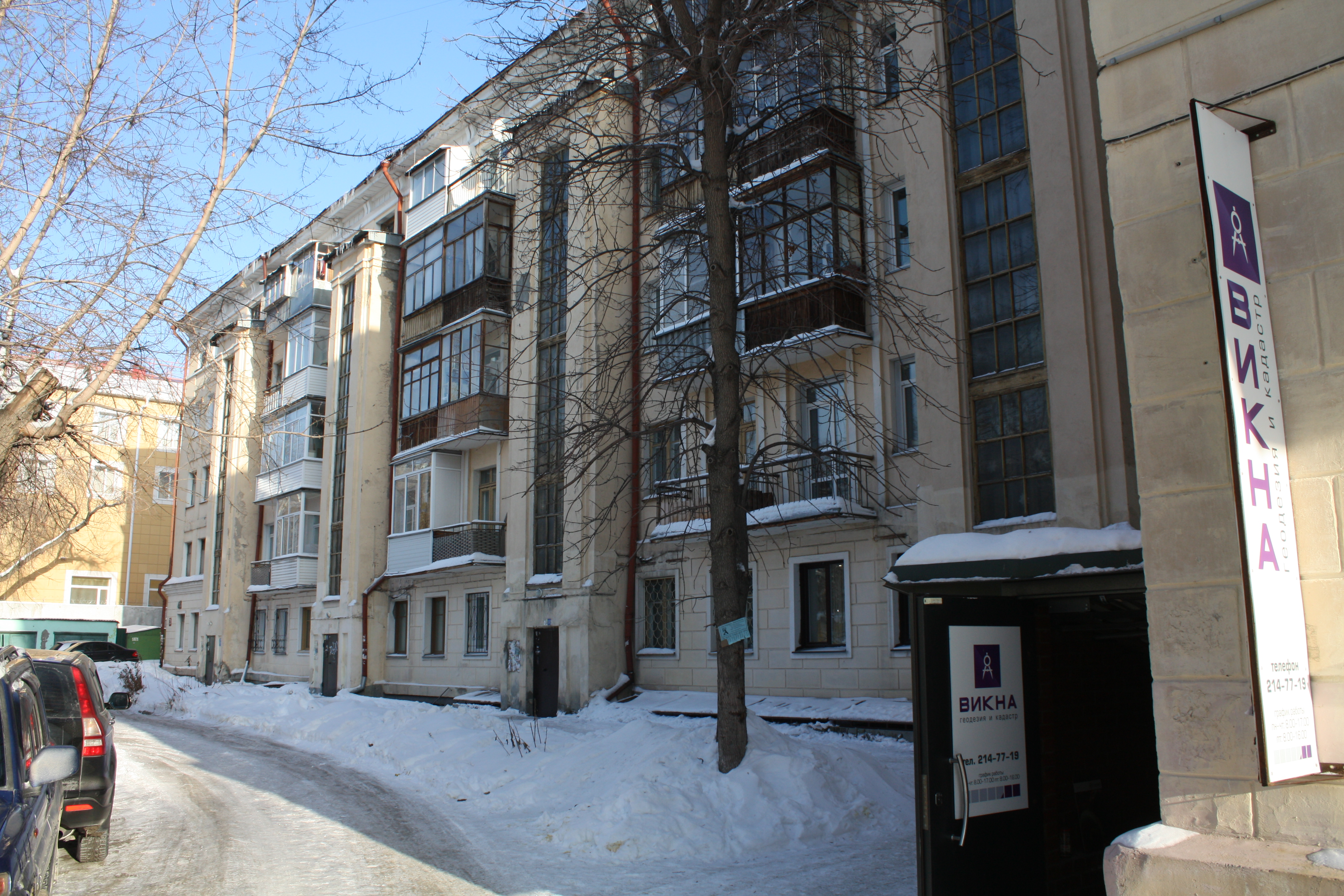

## Известные жители
- Иван Иванович Соллертинский — выдающийся советский театральный и музыкальный критик. Жил в доме с 1941 по 1944 год. В память о нём на фасаде здания установлена мемориальная доска.